# マルチライブボディ
マルチライブボディ（英:Multi Live Body）は、エイブルコーポレーションによって2005年8月に開発、発売されたパチンコ・パチスロ汎用筐体。その他にもパロットに対応している。また、本製品の前作に当たるスーパーライブボディ、スーパライブボディURも存在する。

## 概要
シンプルかつ多彩な機能を盛り込み、使い勝手の良さを追求したパチンコ・パチスロ兼用のメダル機。また、パロットにも対応しており、パロット業界第1号筐体としても使用された。

### 相違点
パチンコ用はコインセレクターが1口なのに対して、パチスロ用は2口ある。その他、多種表示機能やレート・リミッター機能、100円投入時の任意設定によるプラス機能等は共通している。

## 評価
AMショー2005出展機種人気ランキングシングルメダル部門トップ10にランクイン。

## システム
筐体上の7セグ表示欄の数字がランダムで変化し、表示された数字分のサービスゲームを楽しめるといったサービス機能も付いている。表示された数字はパチスロなら「MAXベット」の回数で、パチンコなら数字分の「保留玉」が得られるまでとなり、数字の幅はオペレーターサイドで0〜10までの範囲で設定できる。交換率や打ち止め数等の表示も可能。データ表示機(ピュアシャンテG2)は3桁、過去三日分の大当たり履歴を表示できる。

## 使用作品

### パチンコ
- 吉田拓郎の夏休みがいっぱい
- うちのポチDX
- 真・モグモグ風林火山
- ミラクルカーペットDX
- CRフィーバーパワフルZERO
- CR明日があるさよしもとワールド
- CRフィーバーパワフルZERO
- CRうちのポチSP
- CRミラクルカーペット
- CRジュリー・ザ・ピンボール
- CRフィーバーインディージョーンズ
- CRフィーバー パワフルゼロ
- CR新世紀エヴァンゲリオンセカンドインパクト
- CRスーパー福の神
- CRF陰陽師
- CRFユンソナ
- CRF宝船
- CRF花月外伝
- CRF暴走王 小川直也
- CRF銀河鉄道物語

### スロット
- あっ!!竹中直人だぁ!!
- IQレスラー桜庭和志
- 夢夢ワールドDX
- 新世紀エヴァンゲリオン
- Rio de Carnival
- じゃんじゃん飯店
- 鬼浜爆走愚連隊
- 吉宗S
- 花盛

### パロット
- CRP花月伝説R・パロット電車でGO！